# Errol McFarlane
Errol McFarlane (Puerto España, Trinidad y Tobago, 12 de octubre de 1977) es un exfutbolista de Trinidad y Tobago que jugaba en la posición de delantero. Es hermano del también futbolista Shem McFarlane.

## Carrera

### Club
| Periodo   | Club              |
| --------- | ----------------- |
| 1999      | Defence Force FC  |
| 1999-2001 | Al-Nejmeh SC      |
| 2001      | Fylkir            |
| 2001–2002 | Al-Nejmeh SC      |
| 2002      | San Juan Jabloteh |
| 2002–2005 | Al-Nejmeh SC      |
| 2005      | Breiðablik UBK    |
| 2006–2007 | Superstar Rangers |
| 2007–2008 | Al-Mabarrah       |
| 2009      | St. Ann's Rangers |
| 2009      | Rochester Rhinos  |
| 2010–2011 | North East Stars  |

### Selección nacional
Jugó para Trinidad y Tobago en 38 ocasiones de 2001 a 2009 y anotó siete goles; participó en la Copa de Oro de la Concacaf 2007 y en la clasificación de Concacaf para la Copa Mundial de Fútbol de 2006, pero no pudo ir al Mundial por una lesión en el brazo.

## Logros
- Equipo Ideal de la Primera División del Líbano: 2000-01.[2]